# Time Machines (альбом «Машины времени»)
Tíme Machínes (рус. «Маши́ны вре́мени») — дебютный музыкальный альбом советской и российской рок-группы «Машина времени» (на момент записи имела название Time Machines, или в переводе на русский язык — «Машины времени»), записанный в 1969 году в домашних условиях и не издававшийся официально. Единственный альбом, относящийся к «англоязычному» периоду творчества группы. Включал одиннадцать (по другим данным — двенадцать) песен, сочинённых участниками группы. Только одна из них — This Happened to Me — в 1996 году была выпущена в составе сборника «Неизданное».

## История
Альбом Time Machines относится к периоду «англоязычного» творчества группы московских школьников, состоявшей из Андрея Макаревича, Юрия Борзова, Игоря Мазаева (учащиеся школы № 19) и Сергея Кавагоэ (ученик школы № 20). По свидетельству Макаревича, за весь этот период было сочинено около двадцати «пробитловских» песен. Из них группа выбрала для записи одиннадцать композиций. К моменту начала работы над альбомом указанный квартет существовал непродолжительный период времени с перерывом на разлад, произошедший из-за разногласий по поводу репертуара. Причину этих разногласий Макаревич позже объяснял следующим образом: «Японец [Кавагоэ] с Борзовым настаивали на песнях „Битлов“, я же, чувствуя, сколь безнадежно далеки наши потуги от оригинала, предлагал не заниматься святотатством и исполнять произведения менее известных авторов (я к тому времени неплохо знал американский и английский фолк). Случился раскол. Мазай [Мазаев], Японец и Борзов решили создать другую команду в стенах 20-й школы, где, собственно, Японец и учился».
«Отколовшийся» на время коллектив был назван «Дюрапонские паровики» и продолжил репетиционную деятельность без Макаревича. Однако через некоторое время группа воссоединилась и приступила к записи первого альбома. К этому моменту она имела уже другое название — Time Machines («Машины времени»). Как вспоминал позже Макаревич, оба названия придумал Юрий Борзов: в те времена многие музыкальные коллективы именовались словом или словосочетанием во множественном числе. Макаревич выбрал вариант Time Machines «как более простой и лёгкий для понимания», без подтекстов, «просто хотелось красиво и почуднее — так было модно».

Запись производилась в домашних условиях и заняла один день. В центре комнаты был расположен катушечный магнитофон AIDAS с микрофоном, вокруг которого на требуемом расстоянии располагались сами музыканты: наиболее близко — вокалист, который начинал и останавливал процесс записи, далее — остальные. При необходимости песни исполнялись и записывались заново.
 Для записи группа использовала профессиональные музыкальные инструменты и аппаратуру, принадлежавшие Кавагоэ — электрогитары, электроорган и усилитель. Также музыкантам было разрешено использовать списанную на одном из московских заводов барабанную установку.
По свидетельству Макаревича, запись альбома сохранилась, однако с 1969 года его официального релиза не было. Только одна песня из альбома — This Happened to Me — в 1996 году была включена в сборник «Неизданное».
Альбом остался единственной студийной записью «Машины времени», относящейся к «англоязычному» периоду творчества, — с начала 1970-х годов Макаревич сочинял тексты для песен уже на русском языке. Однако, в 1986 году, спустя почти двадцать лет с момента подготовки первого альбома, группа повторила этот опыт и записала демонстрационный альбом собственных хитов, переведённых на английский язык, а в 1988 году, во время гастролей в США, в одной из далласских музыкальных студий записала ещё два англоязычных варианта собственных песен.

## Концепция
Альбом записывался «в подражание» альбому The Beatles «Оркестр клуба одиноких сердец сержанта Пеппера» и повторял последний как по составу (также включал одиннадцать англоязычных композиций, написанных участниками группы), так и частично по структуре. Указанный альбом The Beatles начинался с одноимённой с заглавием песни, выполнявшей роль своеобразной увертюры, а на второй стороне пластинки следовала реприза этой песни, отличавшаяся иными тональностью, темпом, длительностью. В альбоме Time Machines, по словам Макаревича, «начиналось всё с гимна Time Machines, на второй стороне следовало второе проведение гимна, но в иной аранжировке».
Альбом получил заглавие по названию группы. Согласно традиции, принятой в британской и американской рок-музыке, дебютные альбомы групп часто не имели оригинального заглавия — его заменяло название самой вновь созданной группы. Однако информации о том, было ли известно об этой традиции музыкантам будущей «Машины времени» в 1969 году, равно как и — сведений о заглавиях, авторах, а также текстов других песен дебютного альбома, и в открытых источниках нет.

## Участники записи
- Андрей Макаревич — вокал, гитара;
- Игорь Мазаев — вокал, бас-гитара;
- Сергей Кавагоэ — вокал, электроорган;
- Юрий Борзов — вокал, ударные.

Информация об участниках записи составлена на основе источников:, и является в определённой степени условной, так как сведения о музыкальном и вокальном вкладах в создание альбома каждого из участников группы, содержащиеся в данных источниках, являются неполными.

### Комментарии
1. ↑  Как следует из другого источника, — около тридцати[1].
2. ↑  По воспоминаниям самого Борзова, он предложил варианты «Машины времени» и «Летающие тарелки»[5].
3. ↑  В другом источнике Макаревич утверждал, что было записано двенадцать композиций[12].
4. ↑  Почти сорок лет спустя, в 2007 году, в студии Abbey Road в Лондоне «Машина времени» записала альбом со схожим названием Time Machine.